# 더블브레스티드

싱글과 더블브레스티드 재킷

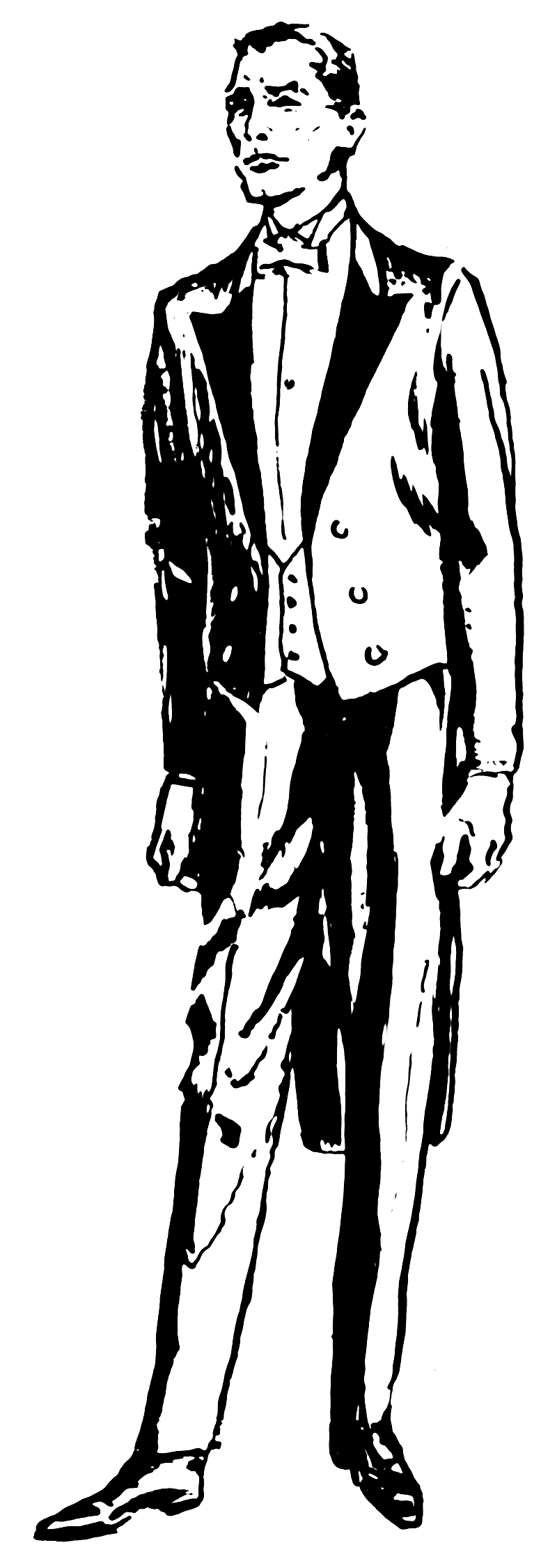
더블브레스티드 오픈프론트 테일코트

의류에서, 더블브레스티드 (Double-breasted) 용어는 싱글 코트가 좁게 겹쳐지고 버튼의 한 열이 있는 반면에, 넓게 겹쳐진 전면 플랩과 버튼 또는 스냅의 두 개의 평행한 열이 있는 코트 또는 재킷을 말한다. 가장 현대적인 더블브레스티드 코트에서 버튼 중 한 쪽 열은 장식, 혹은 실용을 위한 것이다. 코트 가슴의 바깥 쪽 가장자리에 배치된 다른 버튼은 겹쳐진 오른쪽 옷깃에서 왼쪽 옷깃에 걸쳐, 가역적으로 고정할 수 있다. 잠금을 강화하기 위해, 지거 (또는 앵커 버튼)라고 불리는, 보통 내부에서 함께 겹쳐진 층을 병렬고정하는 기능용 내부버튼이 더해진다.

## 같이 보기
- 싱글브레스티드
- 슈트